# Durata di permanenza di uomini nello spazio
Elenco dei primi 50 uomini astronauta/cosmonauta per durata totale di permanenza nello spazio aggiornato al 20 aprile 2025 (atterraggio Sojuz MS-26).
| #   | Nome                 | Nº voli | Durata totale        | Nazione                     |
| --- | -------------------- | ------- | -------------------- | --------------------------- |
| 1.  | Oleg Kononenko       | 5       | 1110 g 14 ore 56 min | Russia (bandiera)           |
| 2.  | Gennadij Padalka     | 5       | 878 g 11 ore 29 min  | Russia (bandiera)           |
| 3.  | Jurij Malenčenko     | 6       | 827 g 09 ore 20 min  | Russia (bandiera)           |
| 4.  | Sergej Krikalëv      | 6       | 803 g 09 ore 43 min  | /                           |
| 5.  | Aleksandr Kaleri     | 5       | 769 g 6 ore 33 min   | Russia (bandiera)           |
| 6.  | Sergej Avdeev        | 3       | 747 g 14 ore 15 min  | /                           |
| 7.  | Anton Škaplerov      | 4       | 709 g 8 ore 04 min   | Russia (bandiera)           |
| 8.  | Valerij Poljakov     | 2       | 678 g 16 ore 34 min  | /                           |
| 9.  | Fëdor Jurčichin      | 5       | 672 g 20 ore 38 min  | Russia (bandiera)           |
| 10. | Anatolij Solov'ëv    | 5       | 650 g 23 ore 58 min  | /                           |
| 11. | Aleksej Ovčinin      | 2       | 595 g 4 ore 27 min   | Russia (bandiera)           |
| 12. | Donald Pettit        | 4       | 590 g 1 ora 38 min   | Stati Uniti (bandiera)      |
| 13. | Sergej Prokop'ev     | 2       | 567 g 15 ore 12 min  | Russia (bandiera)           |
| 14. | Oleg Artem'ev        | 3       | 560 g 18 ore 6 min   | Russia (bandiera)           |
| 15. | Viktor Afanas'ev     | 4       | 555 g 18 ore 35 min  | /                           |
| 16. | Jurij Usačëv         | 4       | 552 g 22 ore 27 min  | Russia (bandiera)           |
| 17. | Sergej Volkov        | 3       | 547 g 22 ore 20 min  | Russia (bandiera)           |
| 18. | Pavel Vinogradov     | 3       | 546 g 22 ore 31 min  | Russia (bandiera)           |
| 19. | Aleksandr Skvorcov   | 3       | 545 g 23 ore 8 min   | Russia (bandiera)           |
| 20. | Oleg Novickij        | 4       | 545 g 01 ore 39 min  | Russia (bandiera)           |
| 21. | Musa Manarov         | 2       | 541 g 00 ore 30 min  | /                           |
| 22. | Oleg Skripočka       | 3       | 536 g 03 ore 49 min  | Russia (bandiera)           |
| 23. | Jeffrey Williams     | 4       | 534 g 02 ore 48 min  | Stati Uniti (bandiera)      |
| 24. | Michail Tjurin       | 3       | 532 g 02 ore 51 min  | Russia (bandiera)           |
| 25. | Oleg Kotov           | 3       | 526 g 05 ore 01 min  | Russia (bandiera)           |
| 26. | Mark Vande Hei       | 2       | 523 g 8 ore 59 min   | Stati Uniti (bandiera)      |
| 27. | Scott Kelly          | 4       | 520 g 10 ore 30 min  | Stati Uniti (bandiera)      |
| 28. | Michail Kornienko    | 2       | 516 g 10 ora 00 min  | Russia (bandiera)           |
| 29. | Koichi Wakata        | 5       | 504 g 18 ore 36 min  | Giappone (bandiera)         |
| 30. | Aleksandr Viktorenko | 4       | 489 g 01 ora 36 min  | /                           |
| 31. | Anatolij Ivanišin    | 3       | 476 g 04 ore 41 min  | Russia (bandiera)           |
| 32. | Barry Wilmore        | 3       | 464 g 08 ore 02 min  | Stati Uniti (bandiera)      |
| 33. | Michael Barratt      | 3       | 446 g 15 ore 21 min  | Stati Uniti (bandiera)      |
| 34. | Nikolaj Budarin      | 3       | 444 g 01 ore 27 min  | /                           |
| 35. | Jurij Romanenko      | 3       | 430 g 18 ore 22 min  | Unione Sovietica (bandiera) |
| 36. | Thomas Pesquet       | 2       | 396 g 10 ore 00 min  | Francia (bandiera)          |
| 37. | Aleksandr Volkov     | 3       | 391 g 11 ore 53 min  | /                           |
| 38. | Jurij Onufrienko     | 2       | 389 g 14 ore 47 min  | Russia (bandiera)           |
| 39. | Robert Kimbrough     | 3       | 388 g 16 ore 00 min  | Stati Uniti (bandiera)      |
| 40. | Vladimir Titov       | 4       | 387 g 00 ore 49 min  | /                           |
| 41. | Vasilij Cibliev      | 2       | 381 g 15 ore 54 min  | Russia (bandiera)           |
| 42. | Valerij Korzun       | 2       | 381 g 15 ore 42 min  | Russia (bandiera)           |
| 43. | Michael Fincke       | 3       | 381 g 15 ore 07 min  | Stati Uniti (bandiera)      |
| 44. | Christopher Cassidy  | 3       | 377 g 17 ore 49 min  | Stati Uniti (bandiera)      |
| 45. | Leonid Kizim         | 3       | 374 g 17 ore 59 min  | Unione Sovietica (bandiera) |
| 46. | Ye Guangfu           | 2       | 374 g 13 ore 57 min  | Cina (bandiera)             |
| 47. | Nick Hague           | 3       | 373 g 20 ore 23 min  | Stati Uniti (bandiera)      |
| 48. | Nikolaj Čub          | 1       | 373 g 20 ore 13 min  | Russia (bandiera)           |
| 49. | Michael Foale        | 6       | 373 g 18 ore 23 min  | Stati Uniti (bandiera)      |
| 50. | Aleksandr Serebrov   | 4       | 372 g 22 ore 54 min  | /                           |